# Lucille Mulhall
Lucille Agatha Mulhall (St. Louis, 21 de outubro de 1885 – Condado de Logan, 21 de dezembro de 1940) foi uma atriz de shows Wild West e a primeira mulher vaqueira dos Estados Unidos.

## Biografia
Nascida em St. Louis, no Missouri, em 1885, ela era filha de Zach e Agnes Mulhall e tinha outros sete irmãos. Em 1889, a família se mudou para Oklahoma, onde Lucille cresceu no rancho da família, próximo ao que hoje é a cidade de Mulhall.
Lucille era uma das poucas mulheres a competir com os homens em eventos de cavalgada, laço e apresentação a cavalo, tendo começado cedo, na companhia do pai, o que levou a apelidos como Rainha do Rodeio e Rainha das Pradarias do Oeste. Começou se apresentando na trupe Miller Brothers' 101 Ranch Wild West Show até que em 1913 ela fundou seu próprio grupo de artistas, apresentando vários números de rodeio e shows estilo Wild West. Em 1916, produziu seu próprio rodeio. Em 1919, casou-se com Thomas Loyd Burnett. O presidente Theodore Roosevelt era um de seus grandes fãs depois de assistir a uma de suas apresentações.
Em 1922 Lucille parou de se apresentar e voltou para o rancho da família em Mulhall.

## Morte
Lucille morreu no Condado de Logan, em Oklahoma, em 21 de dezembro de 1940, aos 55 anos, em um acidente de carro a menos de dois quilômetros de seu rancho. Ela foi sepultada no Cemitério Roselawn, em Mulhall.

## Legado
Lucille foi inserida no Hall da Fama dos Rodeios, do Museu Nacional do Cowboy e da Herança Ocidental, em 1975.